# William B. Guggenheim
William B. Guggenheim (geboren am 6. November 1868 in Philadelphia; gestorben am 27. Juni 1941 in New York) war ein US-amerikanischer Industrieller und Philanthrop. Seine philanthropischen Hauptinteressen galten der jüdischen Wohlfahrtspflege. 1930 wurde er zum Mitglied der American Philosophical Society gewählt.
William B. Guggenheim war der achtgeborene Sohn Meyer Guggenheims (Robert G. Guggenheim, Zwillingsbruder Simons, starb bereits als Kind).